# Gläserner Mönch

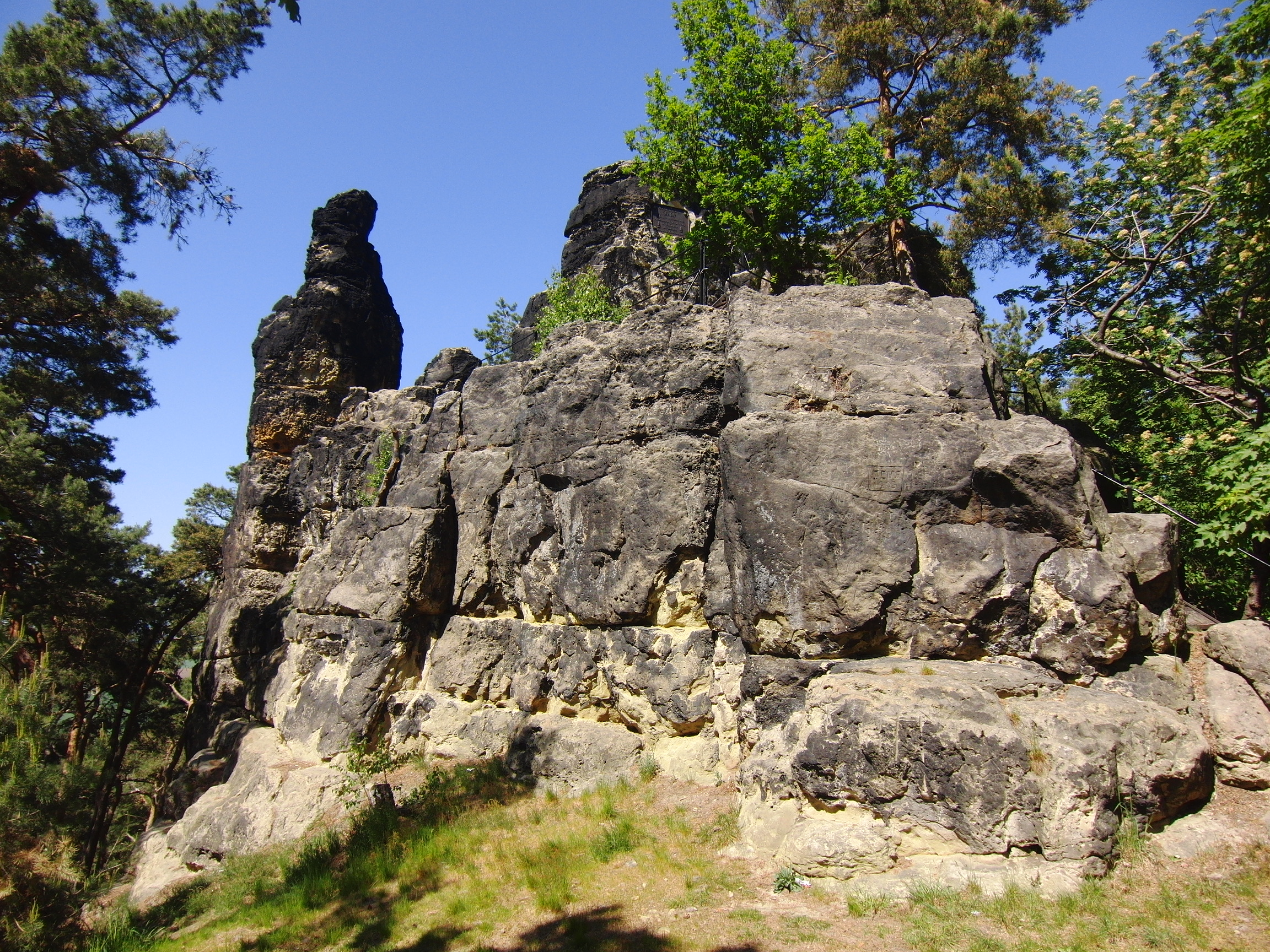
Der Gläserne Mönch mit Geländer am Aufstieg (rechts) zum Aussichtspunkt

Der Gläserne Mönch (früher Thorstein genannt) ist eine etwa zehn Meter hohe, auf gelegene  180 m ü. NN Felsklippe aus Sandstein in den nahe Halberstadt gelegenen Thekenbergen im Landkreis Harz in Sachsen-Anhalt.
Die Felsformation hat sich in der Oberkreide aus den Thekenbergen herausgebildet. Sie überragt den umgebenden Wald deutlich und ist daher weithin sichtbar.

## Geographische Lage
Der Gläserne Mönch liegt im nördlichen Harzvorland im Naturpark Harz/Sachsen-Anhalt auf der Nordwestabdachung der Thekenberge. Sie erhebt sich rund 5 km südsüdwestlich der Altstadt von Halberstadt und etwa 1,5 km östlich von Langenstein. Die Landschaft fällt nach Westen und Norden zum durch beide Ortschaften fließenden Goldbach ab.

## Namensherkunft
Der Name leitet sich von seiner äußerlichen Erscheinung ab, da eines der Felsgebilde mit etwas Fantasie einem Mönch mit Kapuze ähnelt. Den Zusatz „gläsern“ leitete der Volksmund vom Wort glaren (glühen, glänzen, glimmen) ab, da der Felsen bei entsprechender Sonneneinstrahlung zu leuchten scheint. Der Sage nach sollen an dieser Stelle ein Mönch und eine Nonne ihr Keuschheitsgebot gebrochen haben, worauf sie zur Strafe in Stein verwandelt wurden.

## Geschichtlicher Hintergrund

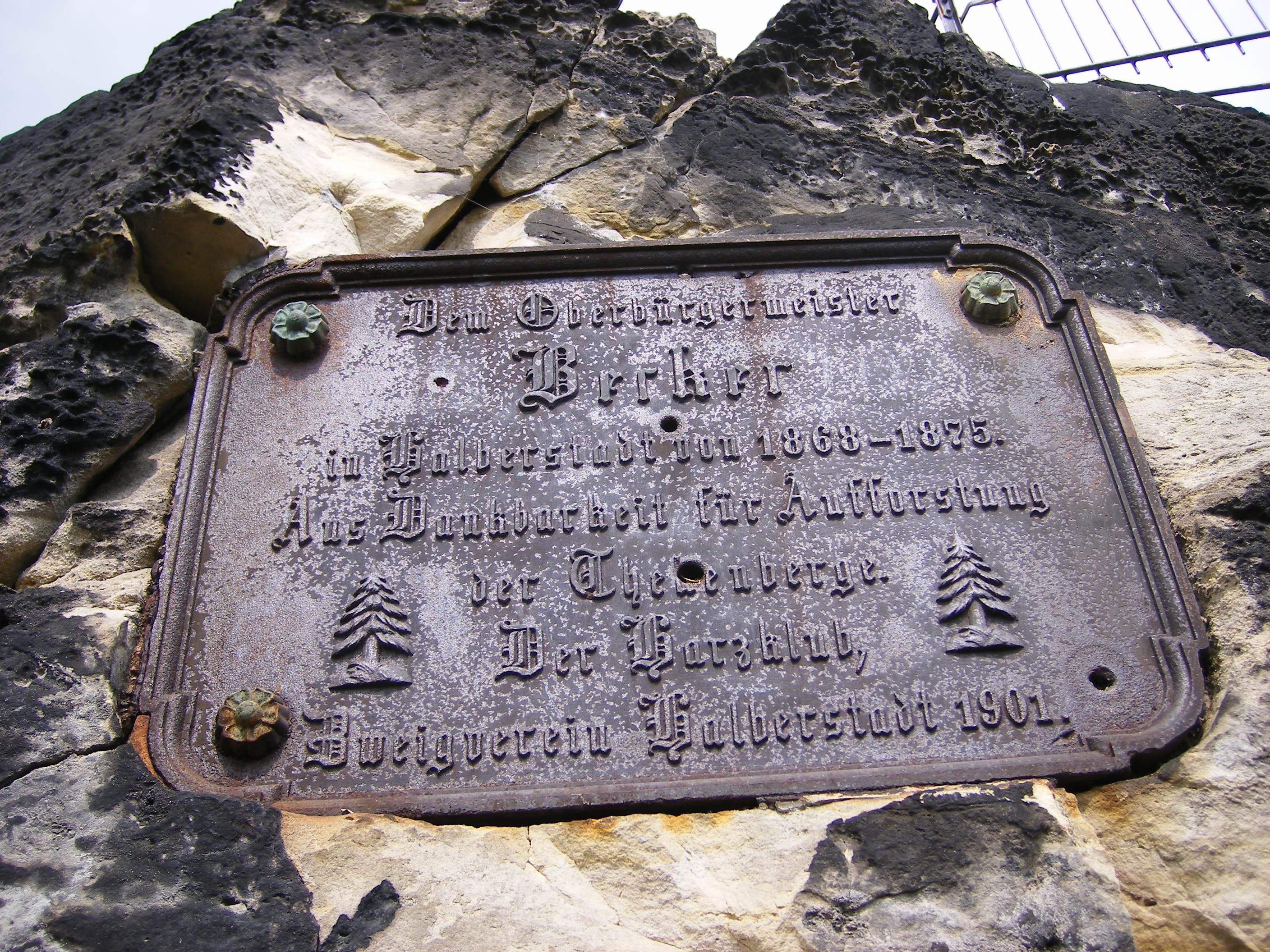
Plakette des Harzklubs (Zweigverein Halberstadt) von 1901

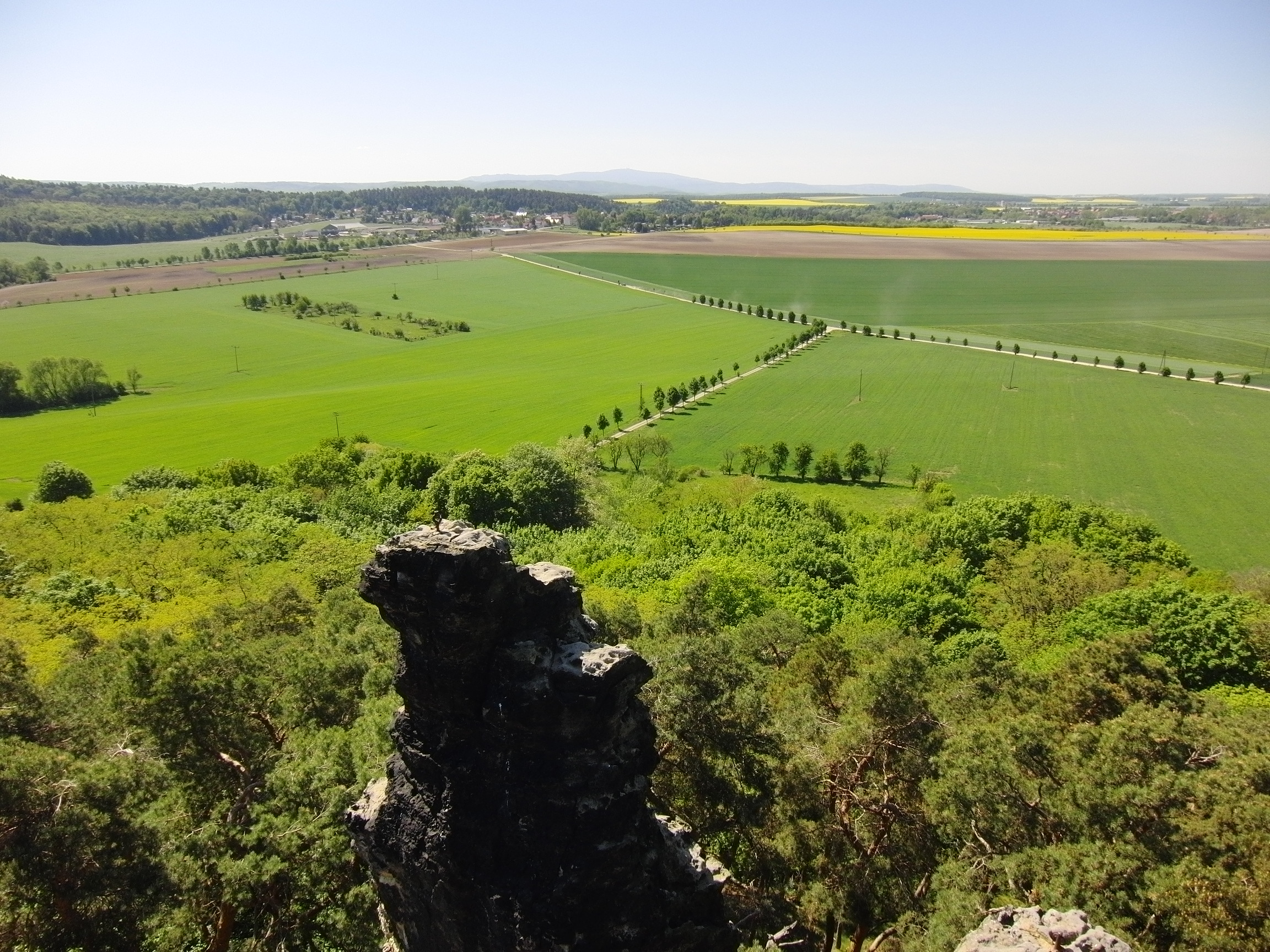
Blick vom Aussichtspunkt in Richtung Langenstein – im Hintergrund der Brocken

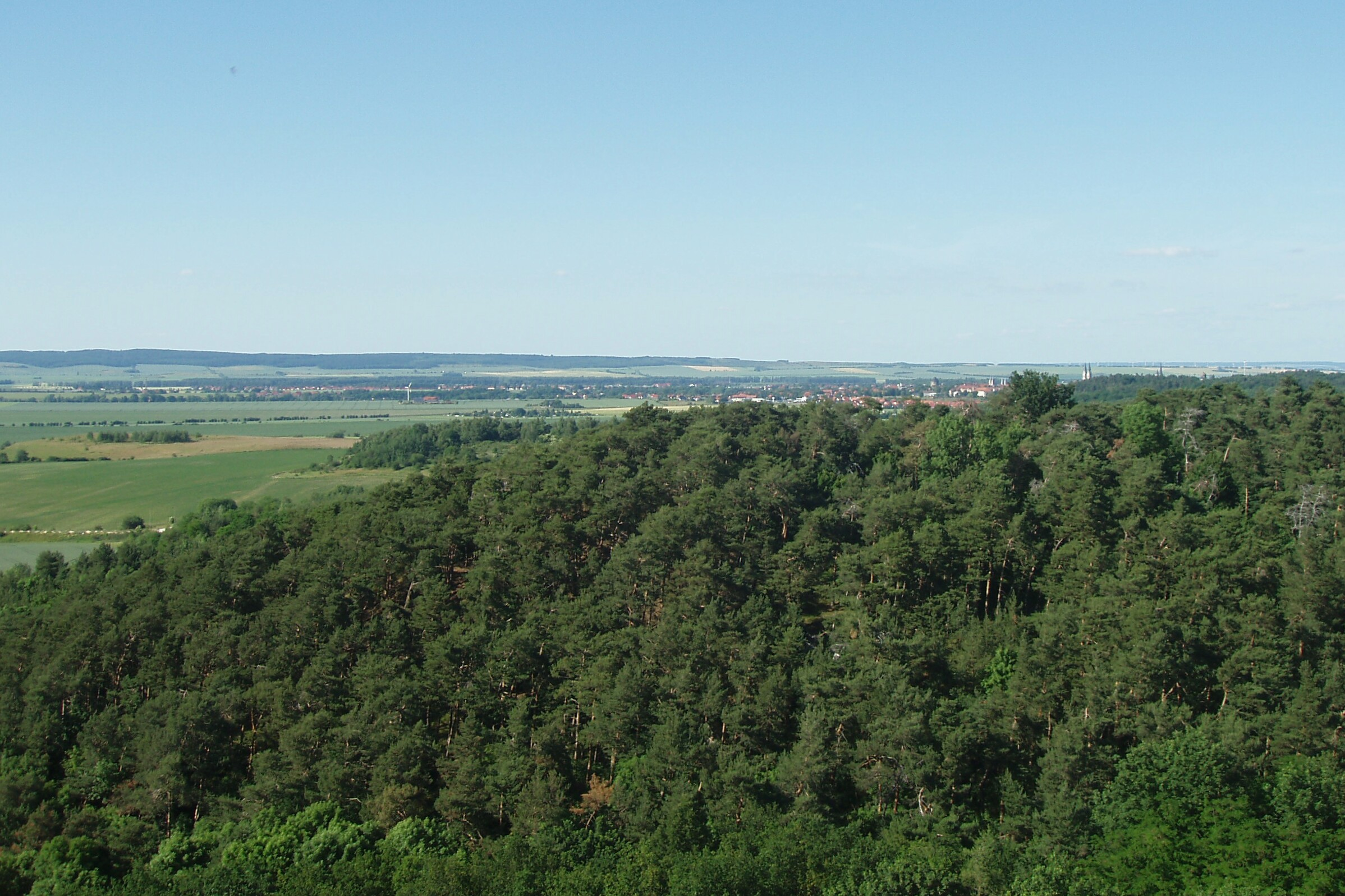
Blick vom Aussichtspunkt in Richtung Halberstadt und ins nördliche Harzvorland – links im Hintergrund der Huy

Das markante Felsengebilde erlangte für die Menschen schon frühzeitig eine besondere Bedeutung als Kultstätte und Aussichtspunkt zur Überwachung des umliegenden Geländes, was zahlreiche archäologische Funde belegen. So beispielsweise ein Hockergrab und ein Nietendolch aus der Bronzezeit vor ca. 4000 Jahren. Es wird angenommen, dass die Germanen diesen Felsen Thorstein nannten, da er in seiner Form dem Mjölnir, der magischen Waffe ihres Gottes Thor ähnelt.

## Tourismus
Der Gläserne Mönch ist beliebtes Ausflugsziel für Wanderer und Radfahrer. Der Felsen ist nur über Wanderwege oder Feldwege, welche nicht für den Durchgangsverkehr zugelassen sind, erreichbar. Man hat beispielsweise die Möglichkeit von Halberstadt über verschiedene Wanderrouten durch die Spiegels- und Thekenberge direkt zum Felsen oder zur Ruine der ehemaligen Ausflugsgaststätte „Landhaus“ zu gelangen; vom „Landhaus“ aus führt eine steile Treppe mit 169 Stufen zum Felsen hinauf, der dann über weitere Treppen bestiegen werden kann. Man erreicht den Fels auch vom etwa 2 km westlich gelegenen Dorf Langenstein, oder vom 2 km südöstlich gelegenen Parkplatz der Mahn- und Gedenkstätte des ehemaligen KZ Langenstein-Zwieberge.
Vom Aussichtspunkt auf dem Felsgipfel hat man bei günstigen Wetterverhältnissen eine gute Rundumsicht: Im Norden kann man Teile von Halberstadt, mit dem Dom und der Martinikirche, das nördliche Harzvorland und den Höhenzug des Huy sehen. Nach Osten und Südosten fällt der Blick über die Thekenberge und nach Süden zum Hoppelberg. Im Westen sieht man Langenstein und dahinter die Berge des Harzes, bei guten Sichtverhältnissen sogar den Brocken.
Ein markierter Höhenweg führt unter anderem zur Fuchsklippe.

## Sportliche Bedeutung
Der Gläserne Mönch ist Namensgeber für eine Laufveranstaltung, welche seit 1993 jährlich jeweils am zweiten Wochenende im September stattfindet. Der „Lauf über den Gläsernen Mönch“ wurde von der Laufgruppe des MSV Eintracht Halberstadt organisiert und hatte 2012 etwa 350 Teilnehmer. Start und Ziel war zu Beginn das Halberstädter Friedensstadion. Über verschiedene Distanzen, ging es bis 2017 über 1,5, 6 und 13 Kilometer durch das ausgedehnte Waldgebiet der Spiegels- und Thekenberge. Allerdings führt nur der längste Lauf tatsächlich über den Fels. Als besondere Herausforderung für die Läufer muss dabei auch die Treppe mit 169 bergauf überwunden werden.
Seit 2024 wird der Lauf wieder vom Pro Sport Harz e.V. ausgerichtet und geht über eine 5-km-Runde mit Start und Ziel in Langenstein.
Der Felsen wird auch zum Klettern, Freiklettern und Bouldern genutzt.

## Zeitungsartikel
- „Dach der Thekenberge“ – aus „Halberstädter Volksstimme“ vom 19. Dezember 2009